# (4851) Vodopʹyanova
(4851) Vodopʹyanova est un astéroïde de la ceinture principale.

## Description
(4851) Vodopʹyanova est un astéroïde de la ceinture principale. Il fut découvert le 26 octobre 1976 à Naoutchnyï par Tamara Smirnova. Il présente une orbite caractérisée par un demi-grand axe de 2,60 UA, une excentricité de 0,06 et une inclinaison de 15,5° par rapport à l'écliptique.

## Compléments